# المجلس الشعبي الوطني الجزائري 2017
العهدة البرلمانية الثامنة للمجلس الشعبي الوطني الجزائري. منبثقة من الانتخابات التشريعية الجزائرية 2017، بعد ما انتهت عهدت الانتخابات التشريعية الجزائرية 2012.
نُصّب يوم الثلثاء 23 ماي 2017 المجلس الشعبي الوطني يترأسه السعيد بوحجة خلفا العربي ولد خليفة
كما تنص المادة 130 من الدستور أن «الفترة التشريعية تبتدئ وجوبا في اليوم الخامس عشر الذي يلي تاريخ إعلان المجلس الدستوري النتائج تحت رئاسة أكبر النواب سنا وبمساعدة أصغر نائبين منهم».
ولقد تم في الجلسة العلنية الأولى للمجلس التنصيب الرسمي لأعضائه في جلسة ترأسها أكبر النواب سنا وبمساعدة أصغر نائبين منهم.